# Blanchard (Wisconsin)
Blanchard város az USA Wisconsin államában, Lafayette megyében. Lakosainak száma 300 fő (2020. április 1.).

## Népesség
A település népességének változása:
| Lakosok száma | 261  | 264  | 300  |
|               | 2000 | 2010 | 2020 |